# Veronica Siwik-Daniels

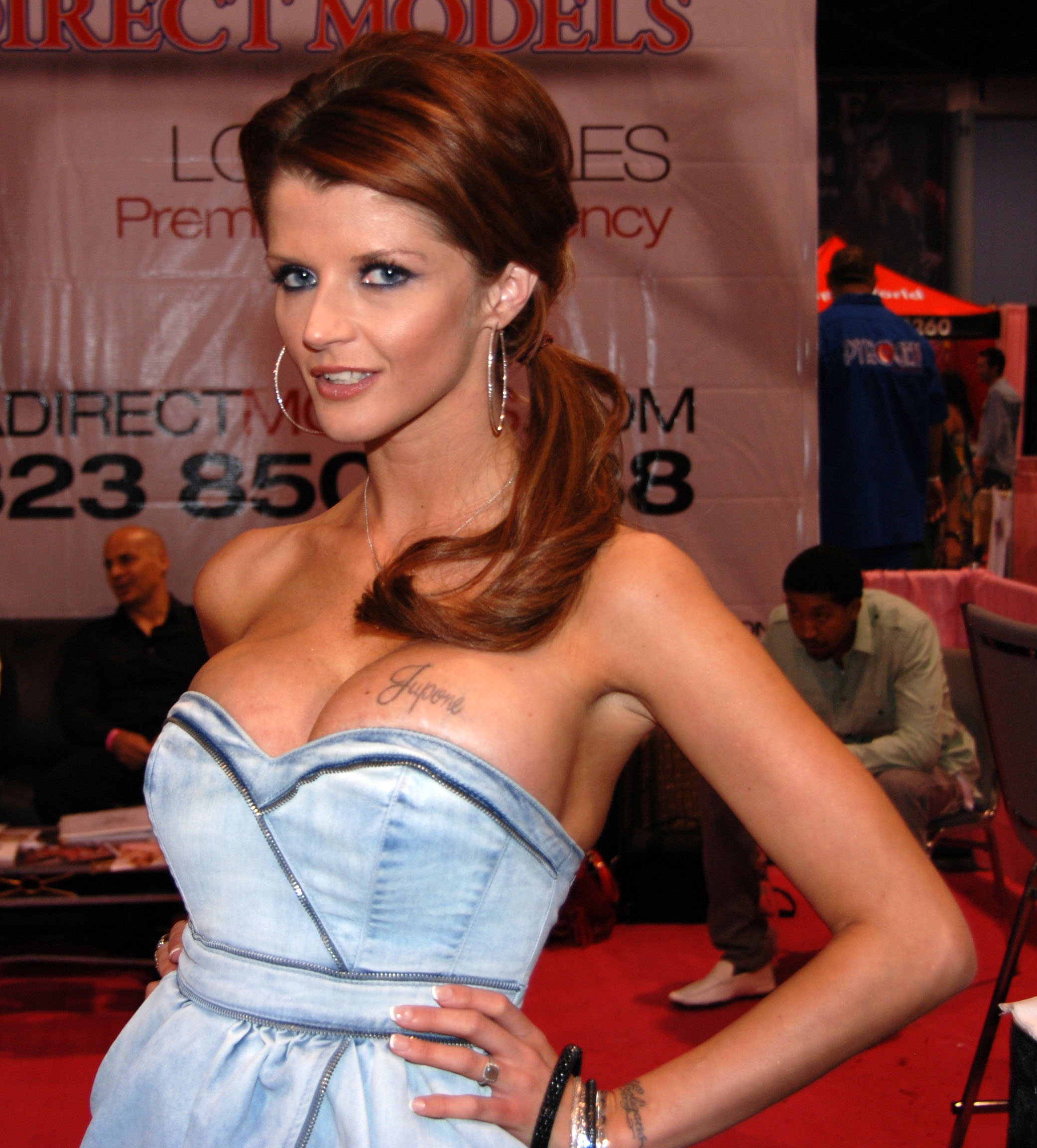
Joslyn James bei der Exxxotica Miami 2010

Veronica Siwik-Daniels (* 22. November 1977 in Adirondack, New York), auch bekannt unter ihrem Künstlernamen Joslyn James, ist eine US-amerikanische Pornodarstellerin und Schauspielerin. 

## Leben und Karriere
Sie begann 2007 damit, in pornographischen Filmen mitzuspielen. Für eine Szene im Film The 11th Hole wurde sie 2011 für einen AVN-Award in der Kategorie Best POV Sex Scene nominiert, gewann ihn jedoch letztlich nicht.
Neben ihren Auftritten in pornographischen Filmen ist sie auch in Erotikfilmen im TV zu sehen. Sie spielte jeweils die Hauptrolle in den Filmen Bikini Time Machine und Knock Outs des Regisseurs Fred Olen Ray.

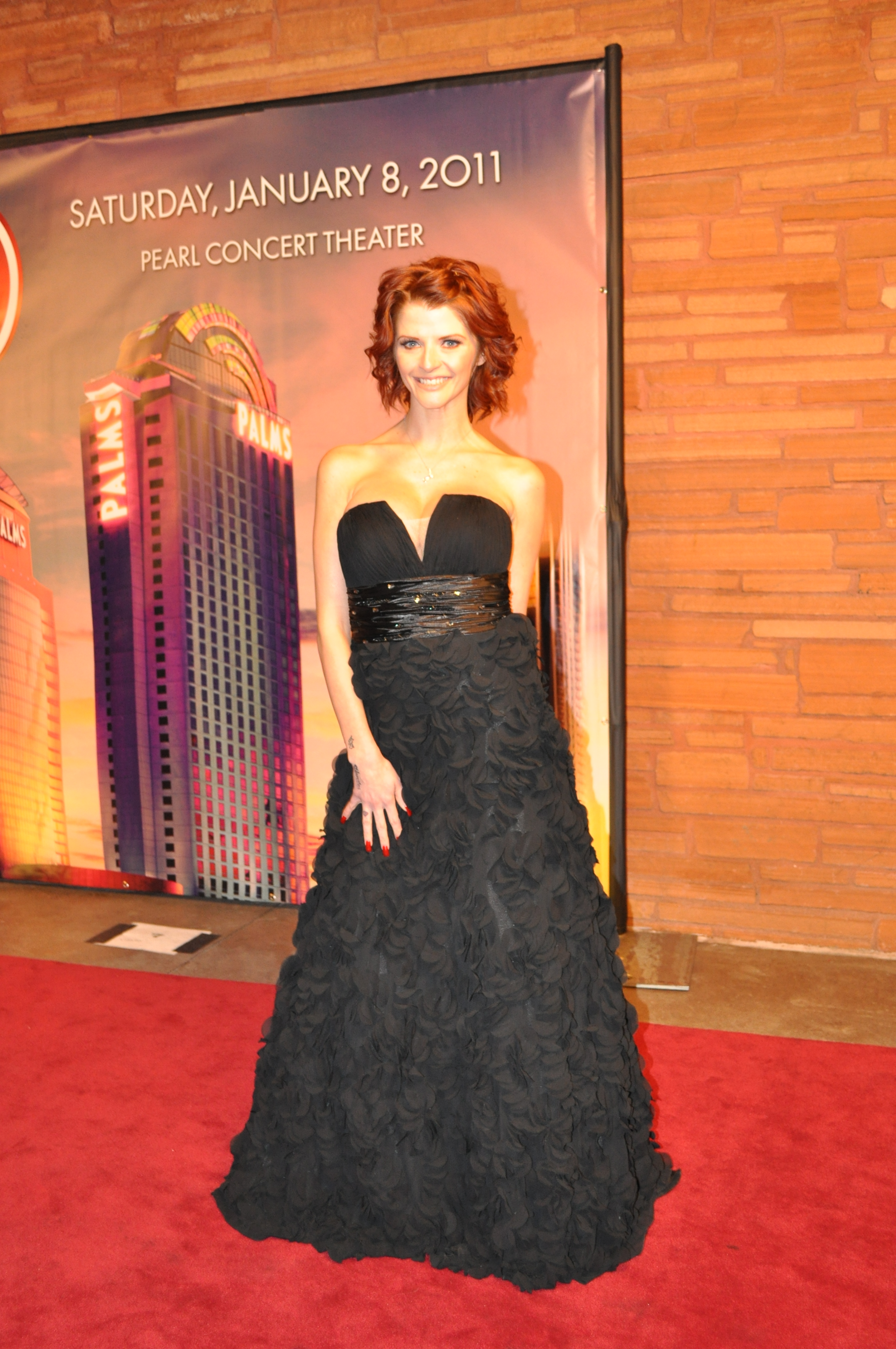
Joslyn James bei der AVN Adult Entertainment Expo 2011

## Privatleben
Ende 2009 und 2010 berichteten mehrere Boulevard-Medien über eine Affäre zwischen ihr und dem Profi-Golfer Tiger Woods. Sie behauptete, Woods hätte sie im Laufe der Beziehung zweifach geschwängert und veröffentlichte mehrere Text-Nachrichten, die von Woods gestammt haben sollen. 2011 veröffentlichte Vivid Entertainment den Pornofilm The 11th hole mit Joslyn James in der Hauptrolle (11th spielt darauf an, dass James von der Presse als elfte Mätresse von Woods bezeichnet wurde). Am Ende des Filmes steht ein längeres Interview mit James über ihre Sicht zur Affäre mit Woods.

## Filmografie (Auswahl)
- 2011: Bikini Time Machine
- 2011: Knock Outs

### Pornografie
- 2007: Jenna 9.5
- 2007: Who's Your Momma 2
- 2010: 11th Hole
- 2011: MILFs Like It Big 9
- 2011: This Ain't Ghostbusters XXX
- 2011: Real Housewives of South Beach XXX
- 2012: Squirtamania 23